# Cal Portal (la Bisbal de Montsant)
Cal Portal és un monument del municipi de la Bisbal de Montsant (Priorat) inclòs en l'Inventari del Patrimoni Arquitectònic Català.

## Descripció
Edifici de planta baixa, pis i golfes, amb 5 portes, dues d'elles datades als anys 1824 i 1926. Té tres balcons i una galeria al primer pis, element molt estrany a la comarca i que caracteritza la casa. Els forjats dels balcons no presenten cap particularitat. Les golfes disposen de tres balcons més, no avançats. Aparentment, la casa ha sofert moltes reformes, de forma bastant continuada, la qual cosa ha donat lloc a les cinc portes de la façana i a la incorporació d'elements estranys o xocants amb els anteriors.

## Història
L'edifici degué ser bastit l'any 1824 sobre el solar deixat per alguna construcció anterior. Durant les guerres carlines, la casa degué prendre el nom de Cal Portal, pel que hi havia adossat a la casa propera. L'any 1926 es feren les darreres reformes d'importància, obrint una nova porta, reconstruint els balcons i obrint la galeria, amb muntants de ferro i àmplies vidrieres, i donant a la casa l'aspecte actual, més o menys. Les darreres reformes consistiren en l'arranjament de les golfes.